# Rhadinastis
Rhadinastis is een geslacht van vlinders uit de familie prachtmotten (Cosmopterigidae).

## Soorten
- R. loraria Meyrick, 1917
- R. melitocosma Meyrick, 1931
- R. microlychna Meyrick, 1897
- R. phoenicopa Meyrick, 1907
- R. serpula Meyrick, 1932
- R. sideropa Meyrick, 1897